# Maurice Rouvier
Maurice Rouvier (Aix-en-Provence, 7 aprile 1842 – Neuilly-sur-Seine, 7 giugno 1911) è stato un politico francese.

## Biografia
È stato il Primo Ministro della Francia due volte: la prima dal 30 maggio al 12 dicembre 1887 e la seconda dal 24 gennaio 1905 al 13 marzo 1906. Nel corso degli anni fu anche Ministro del Commercio e Ministro delle Finanze. Fece parte della commissione per la Legge di separazione tra Stato e Chiese del 1905.
Massone, fu membro della Loggia "La Réforme" del Grande Oriente di Francia, nella quale fu iniziato Léon Gambetta.
Morì all'età di 69 anni il 7 giugno 1911. È sepolto al cimitero antico di Neuilly-sur-Seine.